# Kossi Noutsoudje
Kossi Noutsoudje (ur. 16 października 1977) – togijski piłkarz występujący na pozycji napastnika.

## Kariera klubowa
Kossi Noutsoudje jest wychowankiem klubu Entente II. W 1997 przeszedł do ghańskiego Goldfields Obuasi. W 2001 roku odszedł do ASEC Mimosas – klubu z Wybrzeża Kości Słoniowej. Rok później powrócił do drużyny Goldfields (obecnie zwana Ashanti Gold SC). Profesjonalną karierę piłkarską zakończył w zespole ASFA Yennenga z Burkina Faso.

## Kariera reprezentacyjna
Noutsoudje w reprezentacji Togo zadebiutował w 1994 roku. Ostatni mecz rozegrał w 2002 roku i do tamtej pory strzelił 13 bramek w 37 meczach. Był także powołany na Puchar Narodów Afryki 1998 (2 rozegrane spotkania) oraz Puchar Narodów Afryki 2002 (1 mecz). W obu turniejach Maroko odpadało z rozgrywki już po fazie grupowej.